# Johanne Gomis-Halilovic
Ne doit pas être confondu avec Émilie Gomis ou Christine Gomis.
Pour les articles homonymes, voir Gomis.
Johanne Gomis, née le 11 juillet 1985 à Nogent-sur-Oise (Oise), est une joueuse de basket-ball française de 1,77 m évoluant au poste d'ailière.

## Biographie
Picarde, elle commence le basket à l'âge de 14 ans à Creil. « Depuis Creil j’ai joué un an à Nogent, deux ans en minimes France à Compiègne, ensuite je suis partie au centre de formation à Valenciennes. Je suis restée à l’USVO jusqu'en 2005 où j’ai été espoir pro puis pro. Je suis partie à Nice [en LFB] deux ans et l’année où nous sommes descendues, je suis partie à Challes. L’an dernier je suis retournée à Nice en NF1 et maintenant Arras…. (...) Nice c’est une histoire de cœur. J’ai été cocapitaine de l’équipe lorsque l’on est descendu, c’était un rôle important par rapport à l’espoir de VO que j’avais été, j’avais à cœur de l’assumer et en fin de compte on est descendu donc c’est avant tout une déception personnelle, voilà aussi pourquoi j’y suis retournée l’année dernière.»
Ses belles statistiques de 2010 la font appeler pour le stage de préparation de l'équipe de France, mais elle est la dernière non retenue parmi les douze joueuses retenues pour disputer le Mondial 2010. « Marielle Amant et Johanne Gomis quittent le groupe aujourd'hui. Pour Marielle c'était prévu à cause des problèmes qu'elle a rencontrés durant la préparation. Pour Johanne c'est plus compliqué, elle a été irréprochable. Défensivement elle est un peu juste par rapport à d'autres » explique Pierre Vincent. Cependant la blessure lors du dernier match de préparation d'Émilie Gomis provoque son retour dans l'équipe retenue pour le Mondial.
Après une nouvelle saison à Arras, avec seulement une 7e place, elle signe pour Nantes-Rezé, ville où son futur mari le volleyeur bosniaque Rusmir Halilović (ex- GFCO Ajaccio) a également signé. À l'été 2012, Johanne Halilovic retourne au club d'Arras et est nommée capitaine de l'équipe. Alors qu'Aaras est dernier au classement, elle aide avec sept interceptions à obtenir une victoire importante face à Perpignan en mars mais se blesse hélas au poignet, ce qui entraine sa fin de saison.
Après une saison à Arras (9,7 points et 2,7 rebonds en LFB), qui finit 13e sur 14 du championnat et manque sa qualification pour les huitièmes de finale de l'Euroligue, elle signe en avril 2013 pour le club voisin de Villeneuve-d'Ascq avec l'ambiance et le public pour motivations importantes : « Le public du Nord est vraiment formidable. J’ai connu la salle du Valenciennes de la grande époque. À Arras, j’ai vécu aussi de belles ambiances, mais c’est évident qu’actuellement, il n’y a pas mieux que les « Z’hurlants » ».
Ses bonnes performances avec Villeneuve-d'Ascq lui valent une place dans la pré-sélection de 24 joueuses de l'Équipe de France annoncée le 16 mai 2014. Elle ne figure pas dans la sélection finale devant disputer le championnat du monde 2014.
Vainqueur de l'Eurocoupe et finaliste du championnat de France, Villeneuve-d'Ascq réalise une très bonne saison 2014-2015. Johanne Gomis commente : « C’est la plus belle saison de toute ma carrière ! (...) Cette solidarité collective était incroyable. Par exemple, à Györ, j’ai eu à prendre un tir à trois point au buzzer pour gagner le droit d’aller en prolongation. Au moment de lâcher le shoot, je sentais tellement que tout le monde avait confiance en moi. [La saison suivante, je] regretterai toutes celles qui ne seront plus là, mais Ann [Wauters], c’est clairement notre plus grosse perte. Je dirai même irremplaçable. Ce qu’elle nous a apporté, ce qu’elle m’a apporté, ce qu’elle a fait de nous, c’est énorme. On n’y serait jamais arrivé sans elle. »
Membre de la présélection 2015, elle doit déclarer forfait en raison des séquelles d'une blessure à la cheville contractée en fin de saison avec son club.
En 2017, elle remporte avec Villeneuve-d'Ascq  son troisième titre de championne de France face à Lattes Montpellier.
Plus gros temps de jeu et deuxième scoreuse de l'ESBVA avec 11,9 points de moyenne en janvier 2020, elle s'engage sur la liste conduite par Martine Aubry pour les élections municipales de 2020 à Lille. Élue conseillère municipale déléguée au sport-santé, elle annonce en avril 2021 prolonge sa carrière sportive de deux saisons supplémentaires.
En mai 2022, alors qu'il lui reste une année de contrat et qu'elle réussit une nouvelle saison de haut niveau (9,5 points à 46%, 2 rebonds et 2,1 passes décisives) et que Villeneuve-d'Ascq atteint la deuxième place du championnat, elle annonce sa retraite sportive au terme des play-offs.

## Parcours
- 1998-2000: Nogent-sur-Oise - Compiègne[20]
- 2000-2005: Union sportive Valenciennes Olympic
- 2005-2007: Nice Cavigal Olympic
- 2007-2008: Challes-les-Eaux Basket
- 2008-2009: Nice Cavigal Olympic (NF1)
- 2009-2011: Arras Pays d'Artois Basket Féminin
- 2011-2012: Nantes-Rezé Basket 44
- 2012-2013 : Arras Pays d'Artois Basket Féminin
- 2013-2022 : Entente sportive Basket de Villeneuve-d'Ascq - Lille Métropole

## Palmarès

### Club
- Vainqueur de l’Euroligue en 2004
- Vice-championne d'Europe des clubs en 2003

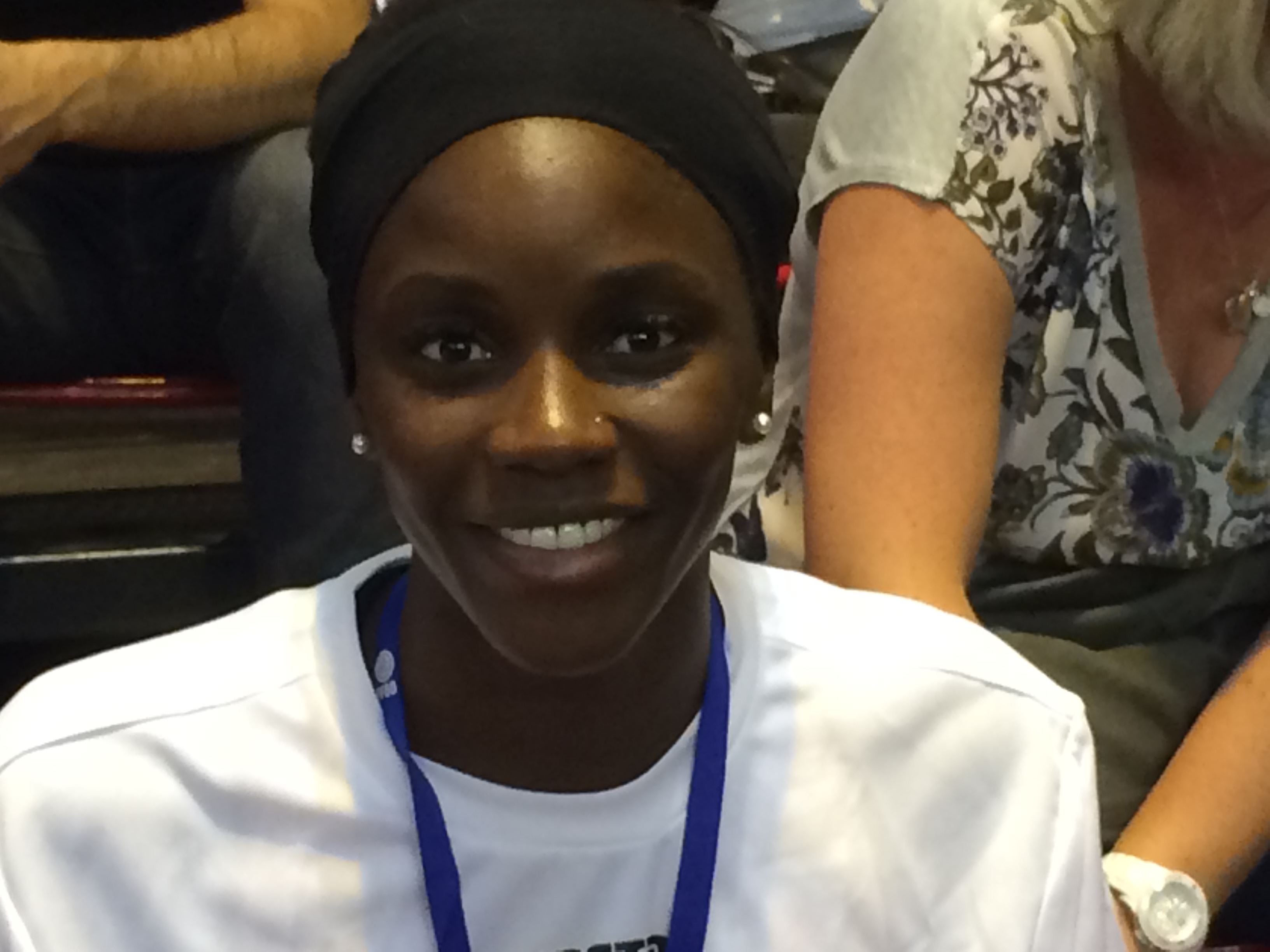
La basketteuse Johanne Gomis-Halilovic en 2016.

- Championne de France 2004, 2005 et 2017[15].
- Vainqueur de la Coupe de France en 2004
- Vainqueur du Tournoi de la Fédération en 2004 et 2005
- Vainqueur de l'Open LFB en 2003
- Vainqueur de l'Eurocoupe 2015[21]
- Finaliste de l'Eurocoupe : 2016[22].

### Sélection nationale
- Championne d'Europe 20 ans et moins en 2005
- Championnat du monde de basket-ball féminin 2010